# 洨河
洨河（读音：xiáo hé）是海河流域子牙河系滏陽河上游的一條支流，全長62.3公里。天下聞名的趙州橋便橫跨其上。
它發源於中国河北省石家庄市鹿泉区上寨鄉梁家莊五峰山的溪流，為季節河。最早于盛唐时期便有記載。

## 流域
洨河的发源地在于鹿泉区上寨鄉梁家莊的五峰山，流经石家庄市的鹿泉区、栾城区、赵县、宁晋县，进入宁晋县后与沙河（槐水、槐河）会合后进入滏阳河。潴龙河、北沙河（元氏）是它的支流。流入栾城县境内后，经过龙门村向南进入赵县。

## 古籍中关于洨河的记述
《獲鹿縣誌》記載：「洨水發源五峰，五峰一名順天山，群峰聳翠，大者有五。峰下有坪，名禪房坪，左有泉出自石竇，大旱不涸，名曰寶泉，實洨水正源也。」洨河出獲鹿、井陘兩縣接壤的五峰山，經獲鹿、欒城、趙縣，入寧晉後與沙河（槐水、槐河）匯合後入滏陽河。